# Supercopa de Chile 2019
La Supercopa de Chile 2019, nota anche come Súper Copa Easy 2019 per motivi di sponsorizzazione è stata la 7ª edizione della Supercopa de Chile.
Si è tenuta in gara unica allo Estadio Sausalito il 23 marzo 2019 e ha visto contrapposti i campioni cileni del 2018 dell'Universidad Católica contro i vincitori della Copa Chile 2018 del Palestino.

## Tabellino
| Arbitro: | Roberto Tobar |

|                                                                 |           |  |
| Kuscevic 39’ Pinares 43’ Sáez 58’ Valencia 89’ Buonanotte 90+1’ | Marcatori |  |